# Radovčići (Bośnia i Hercegowina)
Radovčići (cyr. Радовчићи) – wieś w Bośni i Hercegowinie, w Republice Serbskiej, w gminie Srebrenica. W 2013 roku liczyła 80 mieszkańców.